# Pedro Landeta
Padre Aureliano del Santissimo Sacramento, al secolo Pedro Landeta (Artunduaga, 27 giugno 1887 – Aluva, 16 novembre 1963), è stato un religioso spagnolo appartenente all'ordine dei Carmelitani Scalzi.

## Biografia
Pedro Landeta nacque il 27 giugno 1887 ad Artunduaga (Biscaglia) da una famiglia contadina di solidi principi cristiani.
Nel 1910 venne ordinato sacerdote e aveva già alle spalle una buona esperienza di insegnamento tra i giovani religiosi.
L'8 settembre 1912 si imbarca a Napoli per l'India, nella quale diede prova di una energia sorprendente, profusa in molteplici attività apostoliche, tra cui la formazione dei sacerdoti e religiosi autoctoni e della promozione del culto eucaristico.
Nel Malabar grazie a lui sorsero e prosperarono ben tre seminari, nei quali si formarono oltre 2314 sacerdoti indiani, di ogni condizione sociale.
Padre Aureliano si era dato interamente ai suoi figli spirituali ricavandone abbondanti frutti.
Il Signore volle servirsi di lui per lo sviluppo del Movimento dei Congressi Eucaristici nazionali. Il primo di essi si svolse a Goa, e il successivo a Madras.
L'intenso lavoro svolto rese Padre Aureliano vulnerabile al virus del vaiolo, ed un attacco acuto di questa malattia lo aveva condotto in fin di vita. Isolato in una casetta nel recinto del convento, riuscì a sopravvivere e riprendere le sue attività con rinnovata energia e impegno, così che i Congressi, l'Opera dell'Adorazione notturna, le "Quarant'ore", le predicazioni, la direzione spirituale e l'attività di confessore si protrassero per lunghi anni.
Nel corso degli anni subentravano malattie ed acciacchi, finché, il 16 novembre 1963, dopo un attacco di polmonite e un breve ricovero ospedaliero, aperti gli occhi e baciato il crocifisso, morì.